# Edward Dahl
Edward Martin Dahl, född den 3 augusti 1886 i Bromma, död 21 november 1961 i Enskede, svensk medel- och långdistanslöpare. Han tävlade för Sundbybergs IK och utsågs till Stor grabb nummer åtta i friidrott.
Dahl var omkring 1905-1908 en av Sveriges bästa medel- och långdistanslöpare. Han vann brons på 5 miles vid extra-OS i Aten 1906. Han hade det svenska rekordet på 1 500 meter åren 1908 till 1910 och på 5 000 meter 1906–1907. Han vann totalt fyra SM-tecken (800 meter, 1 500 meter och 10 000 meter).

## Karriär
1905 vann Edward Dahl SM på 1 500 meter (4.31,6) och 10 000 meter (35.05,2).
Han upprepade SM-segern på 1 500 meter 1906 med tiden 4.24,0. Vid OS i Aten detta år deltog han i löpning 5 miles och tog där bronsmedalj på 26.26,2. På 1 500 meter slogs han ut i försöken. Under detta år satte han även inofficiellt svenskt rekord på 5 000 meter genom att med 15.31,2 slå Ernst Fasts rekord från 1904. Han fick behålla rekordet till den 8 juni 1907 då John Svanberg sprang på 15.26,9,
1908 sprang Edward Dahl 1 500 meter på 4.09,6, vilket var officiellt svenskt rekord. Det slogs 1910 av Ernst Wide. Han vann detta år SM på 800 meter (2.06,0). Vid OS i London 1908 utgick han i försöken på 5 miles och slogs ut i försöken på 1 500 meter och 800 meter. Han var med i det svenska laget i laglöpning 3 miles som slogs ut i försöken.